# Urał Łatypow
Urał Ramdrakowicz Łatypow (ros. Урал Рамдракович Латыпов, Urał Ramdrakowicz Łatypow, biał. Урал Рамдракавіч Латыпаў, Urał Ramdrakawicz Łatypau; ur. 28 lutego 1951 w Katajewie w rejonie bakalińskim) – radziecki funkcjonariusz KGB i białoruski polityk narodowości tatarskiej; doktor nauk prawnych (odpowiednik polskiego stopnia doktora habilitowanego), profesor; od 1991 roku pułkownik rezerwy KGB.

## Życiorys
Urodził się 28 lutego 1951 roku we wsi Katajewo, w rejonie bakalińskim Baszkirskiej ASRR, Rosyjska FSRR, ZSRR. W 1973 roku ukończył Kazański Uniwersytet Państwowy, w 1974 roku – Wyższe Kursy KGB ZSRR w Mińsku. Od 1974 roku odbywał służbę w organach terenowych KGB ZSRR na stanowiskach operacyjnych i kierowniczych. Od 1989 roku był kierownikiem Katedry Dyscyplin Specjalnych, wicedyrektor ds. nauki Instytutu Bezpieczeństwa Narodowego Republiki Białorusi. Po sierpniowym puczu 1991 roku i ogłoszeniu niepodległości Białorusi przeszedł w stan spoczynku, zostając pułkownikiem rezerwy KGB. W kwietniu 1993 roku otrzymał od ministra bezpieczeństwa państwowego Federacji Rosyjskiej propozycję powrotu do służby w Rosji, ale jej nie przyjął. W tym samym roku zdobył stopień doktora nauk prawnych (odpowiednik polskiego stopnia doktora habilitowanego). W 1994 roku otrzymał tytuł profesora. Od tego samego roku pełnił funkcję doradcy prezydenta Białorusi Alaksandra Łukaszenki ds. polityki zagranicznej. W latach 1995–1996 pracował jako I doradca prezydenta. Będąc doradcą występował przeciwko utworzeniu w Mińsku biura Grupy Konsultacyjno-Monitoringowej OBWE. Od grudnia 1998 roku był ministrem spraw zagranicznych i zastępcą premiera Republiki Białorusi.
Urał Łatypow jest specjalistą ds. terroryzmu międzynarodowego. Był jednym z założycieli niepaństwowego badawczego Instytutu Bezpieczeństwa i Rozwoju. Posiada stopień dyplomatyczny ambasadora nadzwyczajnego i pełnomocnego.

## Oceny
Zdaniem autorów książki Kto jest kim w Białorusi, Urał Łatypow był jednym z niewielu ludzi mających realny wpływ na prezydenta Alaksandra Łukaszenkę.

## Życie prywatne
Urał Łatypow jest żonaty, ma dwoje dzieci.